# John N. Shive
John Northrup Shive (* 22. Februar 1913 in Baltimore; † 1. Juni 1984) war ein US-amerikanischer Physiker und Erfinder.
Er wuchs auf in New Jersey, erwarb 1934 seinen B.S. in Physik und Chemie an der Rutgers University und 1939 seinen Ph.D. an der Johns Hopkins University mit einer Arbeit zur Modulation von Geigerzählern (Practice and theory of the modulation of Geiger counters). Ab 1939 war er an den Bell Laboratories.
An den Bell Laboratories forschte er über Halbleiter und experimentierte 1948 mit Spitzentransistoren. Dabei entdeckte er auch bei Experimenten mit Goldelektroden auf beiden Seiten einer dünnen Germaniumschicht (Dicke 0,01 cm), dass Defektelektronen durch das Material (und nicht nur an der Oberfläche) diffundieren. Er gab dies am 18. Februar 1948 intern in den Bell Labs bekannt. Das war eine wesentliche Bestätigung für die Praktikabilität eines Transistors aus zwei pn-Übergängen (junction transistor), eine Idee, die von William Bradford Shockley an den Bell Labs kurz zuvor entwickelt worden war, aber die er noch für sich behalten hatte, bis die Entdeckung von Shive ihn veranlasste, sie aufzudecken. Shockley und J. Richard Haynes zeigten bald nach Shive, dass es sich tatsächlich um positive Minoritätsladungsträger im n-Typ Germanium handelte. Seite an Seite zu diesem Artikel erschien in Physical Review der Artikel von Shive.
1948 erfand er den Phototransistor, bekannt gemacht wurde er erst am 30. März 1950 durch Bell Laboratories. Sie befanden sich damals noch in der Entwicklung und wurden von Bell Laboratories 1953 in Lochkartenlesern in Telefonvermittlungen eingesetzt.
Später war er Direktor der Abteilung Education and Training bei Bell Labs und erfand hier eine Wellenmaschine, die später in viele Physik-Sammlungen von Demonstrationsexperimenten und Wissenschafts-Museen Eingang fand. Bell Labs gab darüber 1959 einen Film heraus und später ein Begleitbuch.

Wellenmaschine nach Shive

Er war Fellow der American Physical Society und der American Association for the Advancement of Science.

## Schriften
- The Properties, Physics and Design of Semiconductor Devices. Van Nostrand, Princeton, N.J. 1959.
- Similarities of Wave Behavior. 1961 (erstellt für die Bell Telephone Laboratories zu Schulungszwecken).
- Physics of Solid State Electronics. C.E. Merrill, Columbus, Ohio 1966.
- mit Robert L. Weber: Similarities in Physics. Wiley, 1982, ISBN 0-85274-540-0.